# كرفثل (كورنوال)
كرفثل (بالإنجليزية: Crafthole)‏ هي قرية تقع في المملكة المتحدة في Sheviock.